# Dimensionnement du viaduc de Millau
Pour un article plus général, voir Viaduc de Millau.
Le viaduc de Millau est un pont à haubans autoroutier franchissant la vallée du Tarn, dans le département de l'Aveyron, en France. Il franchit une brèche de 2 460 mètres de longueur et de 270 mètres de profondeur au point le plus haut avec des vents susceptibles de souffler à plus de 200 km/h.
Du fait de la configuration du site et des conditions météorologiques, avec en particulier la nécessité de prendre en compte les effets du vent, le dimensionnement du viaduc de Millau a nécessité des études longues et complexes et mobilisé des moyens de calcul très perfectionnés.
Après les études préliminaires de la division « Ouvrages d’art » du Sétra, dirigée par Michel Virlogeux, cinq familles de solutions sont mises en compétition en 1994 : un viaduc sous-bandé, un viaduc à poutre d’épaisseur constante, un viaduc multihaubané, un viaduc à arc central et un viaduc à poutre d’épaisseur variable. Le présent article ne traite que de la solution retenue et construite, à savoir la solution du viaduc multihaubané présentée par le groupement de bureaux d’études Sogelerg (aujourd’hui Thales), Europe Études Gecti (devenu EEG-Simecsol puis Arcadis) et Serf et le cabinet d’architectes Norman Foster & Partners.

## Acteurs
À l'origine, l’ouvrage multi-haubané présenté par le groupement de bureaux d'études français en collaboration avec l'architecte anglais Norman Foster avait les piles, le tablier et les pylônes entièrement en béton. En 2001 la décision est prise de concéder la construction et l’exploitation de l’ouvrage au groupe Eiffage qui propose une solution avec un tablier métallique et un mode original de construction.
La définition des conditions de vent, les essais en soufflerie et les mesures in situ ont été confiées au Centre scientifique et technique du bâtiment (CSTB) par le maître d'ouvrage, l’Arrondissement Interdépartemental des Ouvrages d’Arts (AIOA) de Millau (structure dépendant du Ministère de l’Equipement) dès le début des études préalables en 1993.
Les études d’exécution du lot génie civil ont été réalisées sous la direction et la coordination de la direction technique du chantier par un groupement de bureaux d’études, comprenant le bureau d’études de Eiffage TP (STOA) et le bureau d’études EEG-Simecsol et ses sous-traitants Thales et SERF. Le bureau d’études EEG-Simecsol a étudié les  piles P2 à P6 et leurs fondations et STOA Eiffage TP a étudié les culées C0 et C8, les piles P1 et P7 et les fondations des palées provisoires.
Les études d’exécution et de montage du lot charpente métallique ont été réalisées par le bureau d’études Greisch Ingénierie de Liège (Belgique). Elles portaient sur les parties suivantes de l’ouvrage : tablier, pylônes et haubans, équipements et superstructures. Les études de stabilité générale ainsi que les calculs au vent turbulent ont également été réalisés par le bureau d’études Greisch à l’aide de son propre logiciel FINELG.
Les études d’exécution ont été contrôlées par le bureau de contrôle extérieur Setec TPI du maître d’œuvre. Préalablement au démarrage des études d’exécution, le groupe Eiffage avait confié au maître d’œuvre Setec une mission de validation de la solution métallique proposée lors de la remise des offres de concession. La validation Setec établie sur la base des documents remis par Eiffage à l’autorité concédante a porté pour l’ouvrage en cours d’exploitation sur les hypothèses de calculs du tablier, des pylônes et haubans, sur la flexion longitudinale et les efforts dans les haubans, sur les effets du vent, sur les effets de fatigue et sur les pylônes et la liaison pile-tablier-pylône.
Les études ont également été contrôlées par le Laboratoire de la construction métallique de l'EPFL (École Polytechnique Fédérale de Lausanne). L'Arrondissement interdépartemental des ouvrages d'art une agence de l'état français a demandé une expertise sur deux aspects de l'ouvrage:
- Le laboratoire étant compétent dans le domaine de la durabilité des structures soudées a eu une mission d'expertise lors de la fabrication du tablier métallique par Eiffel. Ce contrôle a été réalisé par Manfred Hirt, Alain Nussbaumer et Jean-Paul Lebet.
- Le laboratoire a acquis des compétences dans le lancement d'un tablier métallique lors de la construction du Viaduc des Vaux en Suisse. Ce viaduc a le record de la plus longue portée lancée pour un pont courbe. La technique de lancement a ainsi été expertisée par le laboratoire. Le but de l'expertise est de contrôler les hypothèses des ingénieurs, mais également de considérer toutes les éventualités possibles, et ainsi de garantir le succès de cette étape.

Les études d’exécution ont donné lieu à la production d’environ 300 notes de calculs et 2600 plans. Elles ont nécessité la mobilisation d’équipes dont l’effectif total a atteint en pointe jusqu’à soixante personnes dont environ vingt-cinq ingénieurs et trente-cinq projeteurs. Elles ont duré, dans leur phase principale, environ dix-huit mois.

## Dimensionnement général

### Pont à haubans classique

Schéma des forces s’appliquant sur un pont à haubans à deux mâts

Pont multihaubans – Représentation de la déformée sous la charge d’une travée

Pont multihaubans avec encastrement du pylône sur la pile – Représentation de la déformée sous la charge d’une travée

Dans un pont à haubans classique, qui comporte un ou deux pylônes, le tablier est supporté par un système de câbles obliques, les haubans, qui reportent les charges verticales en tête des pylônes prolongeant les piles principales de l'ouvrage. Chaque part de charge verticale prise par le hauban s'accompagne dans le tablier d'un effort de compression égal à la composante horizontale de l'effort de traction du hauban. Tous ces efforts de compression s'ajoutent pour atteindre un maximum au droit du pylône.
Le pylône ne transmet que des charges verticales et pourrait en théorie être articulé longitudinalement à sa base sans que sa stabilité soit compromise.

### Pont à haubans multihaubané
Dans le cas d'un viaduc multi-haubané intervient la prise en compte de la dissymétrie du chargement du tablier. Lorsqu'on ne charge qu'une travée, comme dans le cas d’un convoi routier, les haubans tirent sur les pylônes qui, s'ils ne présentent aucune rigidité propre, entraînent les travées adjacentes dans leur mouvement. Dans ce fonctionnement, seule la rigidité propre du tablier est mobilisée et le haubanage s'avère très peu efficace. Cela conduit à augmenter considérablement la taille et la structure du tablier, ainsi par ailleurs que sa prise au vent.
En stabilisant le pylône longitudinalement en tête pour empêcher ses déplacements, on diminue les efforts sur le tablier, car les haubans sont alors vraiment efficaces. Pour y parvenir, on raidit suffisamment le pylône, on l'encastre sur les piles, qui elles-mêmes doivent alors présenter suffisamment de raideur pour rendre cette encastrement efficace. Greisch p7

### Les dispositions du viaduc de Millau
Les pylônes du viaduc de Millau ont été liaisonnés avec le tablier et les piles. De même la dimension longitudinale des pylônes (15,50 m) ainsi que la forme en V inversé résulte de ce choix de rigidification de l’ensemble pile-pylône.
Les efforts atteignent 8 500 tonnes en compression et 2 000 tonnes en traction.
Du fait des caractéristiques du vent à 45°, le soulèvement du tablier pouvait être un risque. Les études ont en effet montré que, sous ce vent, les effets verticaux étaient encore plus importants que pour les vents transversaux alors qu'intuitivement, on pouvait légitiment supposer l'inverse.
Ce problème a été résolu à l’aide d’un clouage du pylône sur la pile. Au droit de chacun des 4 appareils d’appui sont installés 4 câbles 37 T15. Leur mise en précontrainte évitera tout décollement aux états limites de service, tandis que leur résistance assurera la stabilité d’ensemble aux états limites ultimes,. Le pylône p2 mesure 244.96 mètre de hauteur.

## Prise en compte du vent

### Grandes catastrophes dues à l’effet du vent
La mise en résonance des ponts a toujours eu des conséquences dramatiques sur les ouvrages d'art et particulièrement les ponts à câbles (ponts suspendus et ponts à haubans) provoquant parfois même leur destruction, comme ce fut le cas en France pour le pont de la Basse-Chaine à Angers en 1850 et le pont de La Roche-Bernard en 1852. Mais c’est surtout la destruction du pont de Tacoma aux États-Unis le 7 octobre 1940 qui a  le plus marqué le public. Un vent modéré de l’ordre de 60 km/h mit en effet le pont en mouvement de torsion et provoqua sa destruction.

### Les tourbillons de Karman

Tourbillons de Karman autour d’une pile de pont cylindrique.

Lorsque le vent rencontre un obstacle, la veine d’air peut s’échapper à l’aval en produisant des instabilités tourbillonnaires appelées tourbillons de Karman, nommées d'après le brillant ingénieur et physicien américain, né hongrois Theodore von Kármán. Ces tourbillons génèrent des fluctuations périodiques à une fréquence donnée et induisent des efforts dans la direction perpendiculaire à l’axe du vent.
La naissance d’une telle allée tourbillonnaire dépend de la valeur d’un paramètre, dénommé nombre de Reynolds, faisant intervenir la vitesse du fluide, la section de contact et la viscosité du fluide.
La fréquence à laquelle ces tourbillons sont émis derrière l’obstacle, la pile ou le tablier du pont en l’occurrence, est facilement déterminée car elle résulte de la division de la vitesse du vent sur la longueur caractéristique de l’ouvrage sur laquelle on applique un nombre adimensionnel, le nombre de Strouhal, valant approximativement 0,2, d’après les études en soufflerie.

### Prise en compte du vent dans l’étude des grands ouvrages
L'étude des effets dynamiques du vent sur les ponts comprend d’une part la vérification de la stabilité aéroélastique de l’ouvrage et d’autre part l'évaluation de la réponse de la structure sous l'effet de la turbulence du vent.
Le comportement aéroélastique du système « fluide/structure », induit par les forces dues à l'interaction entre le fluide et la structure en oscillation, est évalué grâce à des essais en soufflerie. La section du pont est ainsi optimisée afin d'assurer la stabilité aéroélastique.
Puis la réponse au vent turbulent est étudiée par la méthode dite spectrale. L'approche consiste à analyser l'effet des turbulences qui met en vibration la structure conformément à un phénomène de résonance.

## Définition du vent de référence
La connaissance du vent sur le lieu de construction commence par une période d'observation sur site. Des instruments sont installés et mesurent les caractéristiques du vent pendant une durée suffisamment longue (plus d'un an dans ce cas). Ensuite la comparaison de ces données de terrain avec les valeurs enregistrées pendant la même période par la ou les stations météorologiques proches permet de transposer les statistiques climatiques issues de plusieurs dizaines d'années de mesures à la station météo sur le site de construction.
Pour le cas particulier du viaduc de Millau, la hauteur exceptionnelle des piles ne permettait pas l'utilisation unique d'anémomètres portés par des mâts de grande hauteur. Une méthode de sondage de l'atmosphère par ondes sonores (Sodar) a été adoptée.

### Le Sodar

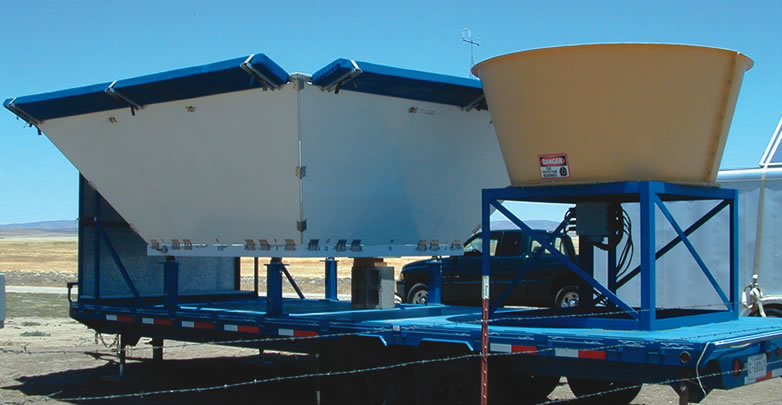
Sodar portable pour des expériences in situ

Le principe du Sodar se rapproche de  celui du sonar utilisé dans l’eau : une onde sonore est émise et se propage librement dans l'air jusqu'à ce qu'elle rencontre une différence de densité du fluide, généralement due à un cisaillement entre deux couches. Une partie de l'onde est alors réfléchie. Le temps de trajet et la fréquence sont enregistrés des détecteurs. Du temps de vol on déduit la distance de l'écho, du glissement en fréquence on déduit les vitesses des couches d'air par application de  l'effet Doppler. On a pu ainsi à partir d'un émetteur récepteur situé au sol sonder l'atmosphère jusqu'à l'altitude du plus haut point du pont, 343 m.
L'utilisation combinée des techniques du Sodar et anémométriques a permis de définir les caractéristiques du vent en quelques points de la vallée. Un modèle numérique représentant l'ensemble du site et un modèle physique à échelle réduite du 1/1250e étudié en soufflerie ont parallèlement été mis en œuvre pour corroborer et compléter ces mesures.
Vingt-neuf années de mesures météorologiques de la station de Millau (période 1965-1993) ont en outre été utilisées afin de déterminer le vent nominal de période de retour de cinquante ans au niveau du tablier.
La synthèse de ces études climatiques a permis de définir des modèles de vent, fonction de la direction du vent et de la position sur le viaduc. Ces modèles ne prédisent en aucun cas quelles seront les caractéristiques climatiques à une date future donnée ; ils permettent par contre, à partir des statistiques issues de plusieurs dizaines d'années passées, d'extrapoler aux années à venir quelles seront les conditions de vent les plus sévères auxquelles le pont devra résister, ce sont ces modèles de vent qui sont utilisés pour le dimensionnement de l'ouvrage

### Caractéristiques du vent de référence
Malgré la très grande hauteur des piles, les caractéristiques du vent au niveau du tablier du viaduc de Millau ne sont pas plus sévères qu'au pont de Normandie : la vitesse moyenne du vent est nettement plus faible mais les niveaux de turbulence sont plus élevés, ce qui conduit à des vitesses maximales équivalentes (55 m/s, vent de pointe cinquantenal). Les caractéristiques spatiales de la turbulence sont également globalement comparables ; la différence essentielle entre le vent « Millau » et le vent « Normandie » est la nécessité de prendre en considération des vents moyens non horizontaux au-dessus du site de Millau. Les mesures par Sodar montrent qu'il faut tenir compte, pour l'inclinaison moyenne du vent, d'une fourchette de ± 2,5° à 270 m au-dessus du Tarn et de ± 5° à 130 m au-dessus du plateau.

## Propriétés aérodynamiques des éléments du viaduc

### Analyse par éléments
Chacun des éléments du pont est sujet à l'effort des vents. Dans un premier temps chacune de ces parties a été étudiée séparément au moyen de maquettes simples. Par exemple pour le tablier du pont, sa forme extérieure étant la même sur l'ensemble du pont, les efforts de vent ont été mesurés sur un tronçon pour extrapoler ensuite sur la longueur complète de l'ouvrage.
C'est le même type de maquette qui a été utilisé pour connaître les efforts du vent sur un bout de pile, sur un morceau de hauban, sur une partie de pylône. On reconstruit ensuite le pont complet en affectant à chaque élément sa longueur réelle.
Des essais de stabilité ont complété les mesures d'efforts sur la maquette de tablier du viaduc pour vérifier la qualité du profil géométrique vis-à-vis des problèmes de vibration verticale ou de torsion. La maquette est montée sur un système de suspension dont les caractéristiques sont déduites de la raideur de l'ouvrage réel. Le comportement de la maquette selon en différentes vitesses du vent est observé en soufflerie et est représentatif de celui de l'ouvrage réel.
Ces études en soufflerie, réalisées à la soufflerie climatique Jules Verne, du CSTB à Nantes, ont permis de faire évoluer la forme du tablier. D'abord trapézoïdale, puis triangulaire, c’est finalement une forme finale trapézoïdale à base étroite très performante d'un point de vue purement aérodynamique, alliant faibles efforts transversaux et très bonne stabilité malgré les écrans pare-vent latéraux (protection des véhicules sur l'ouvrage) très pénalisants, qui est retenue.
Le tablier a la forme caractéristique d’une double aile d’avion retournée, qui lui assure une stabilité face au vent. Celui-ci produit une dépression en dessous du tablier, qui va subir une force verticale qui l’attire vers le bas. Le pont se stabilise ainsi, par l'augmentation de la tension dans les haubans, qui évite un soulèvement important du tablier.

### Comportement dynamique de la structure
La « réponse dynamique » du pont sous l'excitation d’un vent turbulent est elle aussi appréhendée d'un point de vue expérimental à l'aide de maquettes spécifiques en soufflerie parallèlement à des calculs sur ordinateurs qui complètent les mesures physiques.
Ce type de maquette « aéroélastique » permet de reproduire tous les effets du vent turbulent, les effets de sillage, l'influence de la topographie. Comme cette maquette est structurellement semblable à l'ouvrage réel, on peut lui adjoindre des éléments structurels tels que câbles de retenue, amortisseurs, masse additionnelle... afin de tester les différentes mesures que l'on peut mettre en application pour mitiger l'excitation du vent.
Pour le viaduc de Millau, la solution béton puis le projet métal finalement choisi ont fait l'objet d'études spécifiques dans un grand nombre de configurations (exploitation, construction, lançage).
On sait que la plus grande partie d'énergie amenée par le vent et susceptible de faire vibrer le viaduc se situe dans un domaine de fréquence compris entre 0,1 et 1,0 Hz.
D'autre part, il s'avère ses premières fréquences propres de vibration sont les suivantes :
0,175 Hz en flexion transversale, 0,200 Hz en flexion longitudinale et 0,94 Hz pour le quarantième mode. On comprend donc aisément le risque de mise en résonance du viaduc sous l'effet des rafales de vent. De manière simplifiée, on peut dire que les effets dynamiques du vent amplifient par trois voire quatre les effets statiques.
En outre, si le vent moyen n'induit globalement que des efforts transversaux, le vent turbulent agit de façon importante verticalement sur le tablier, à l'instar d'une aile d'avion, mais retournée. Sous les effets des vents de dimensionnement de l'ouvrage en service (205 km/h), on peut s'attendre à des déplacements transversaux du tablier de 60 cm et verticaux de 85 cm environ,.

## Les essais et tests
En plus des essais géotechniques, au vent et courants exigés par les normes sur les matériaux, les fournitures et les équipements à mettre en œuvre, un certain nombre d’essais ont été réalisés afin de valider la conception et de s’assurer que le niveau de qualité requis est atteint en matière de durée d’utilisation de projet du viaduc de 120 ans :
- tests de durabilité sur les bétons : essais de perméabilité, porosité, coefficient de diffusion des chlorures, résistance au gel-dégel + sel de déverglaçage, test de gonflement ;
- essais de fluage et de retrait du béton ;
- test de vieillissement du béton armé par des contrôles destructifs (carbonatation, pénétration de chlorure) sur des blocs exposés aux mêmes conditions d’environnement que le viaduc ; essais sur les haubans : fatigue, étanchéité et différents composants ;
- essais de frottement du matériau DUB pour les appareils d’appuis sphériques des piles ;
- suivi du comportement des différentes parties de l’ouvrage pendant la construction (puits, semelles, piles et palées provisoires, tablier, pylônes et haubans) ;
- essais de chargement statiques et dynamiques lors de la réception de l’ouvrage[17].